# Baptême de l'eunuque

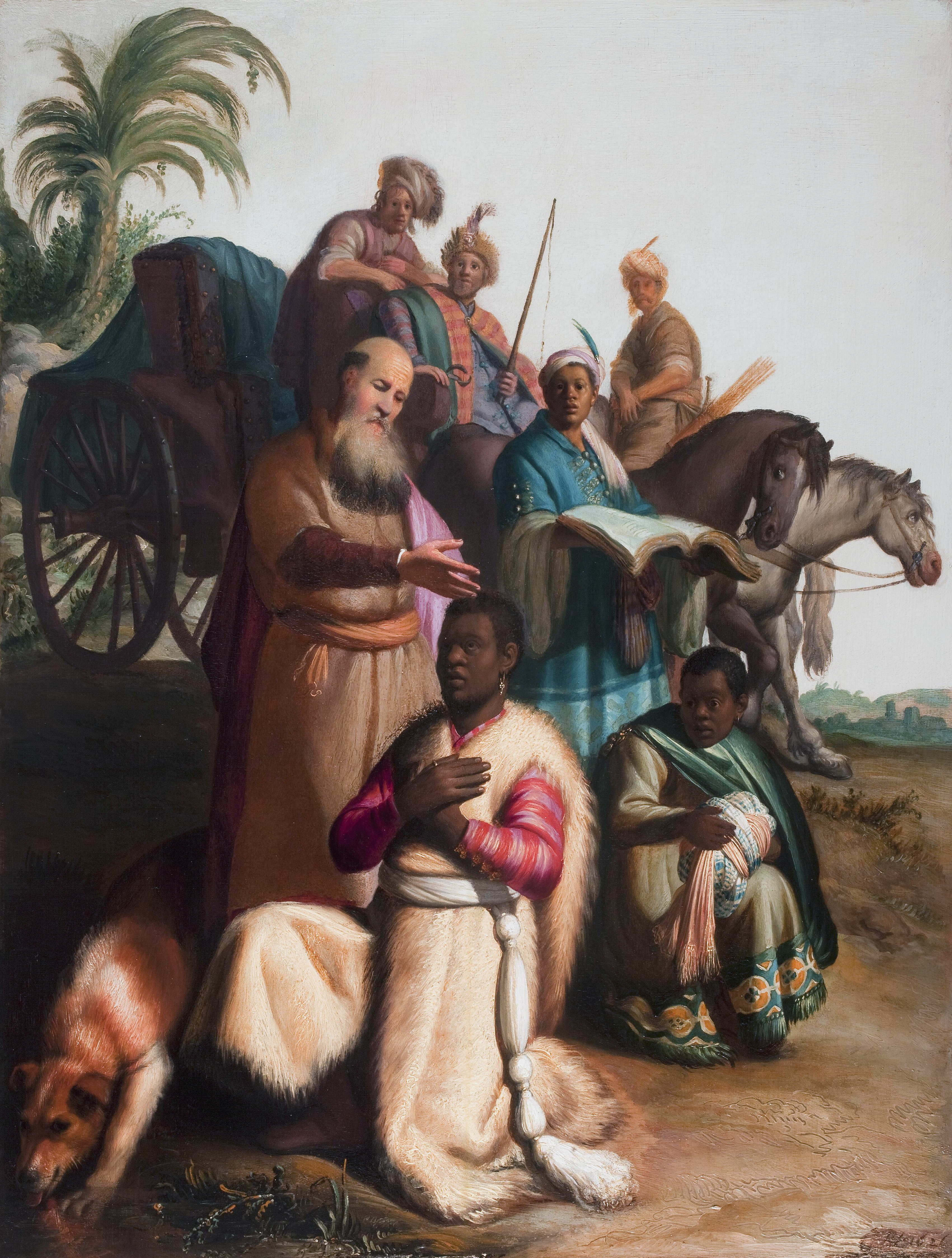
Le Baptême de l'eunuque, Rembrandt, 1626.

Le baptême de l'eunuque éthiopien est un épisode du Nouveau Testament de la Bible. L'histoire de sa conversion au christianisme est racontée dans les Actes, au chapitre 8 (Ac 8,27-39).

## Récit biblique
Philippe l'Évangéliste reçoit d'un ange la mission d'aller sur la route de Jérusalem à Gaza, où il rencontre l'eunuque éthiopien. Celui-ci était allé à Jérusalem pour adorer (Actes 8:27), et rentrait chez lui. L'eunuque, assis dans son char, lisait le Livre d'Isaïe, et en était à Isaïe 53:7-8. Philippe demande : « Comprends-tu ce que tu lis ? » à l'Éthiopien, qui lui répondit que non (« Comment le pourrais-je, si je n'ai personne pour me l'expliquer ? »), et demande à Philippe de lui expliquer le texte. Philippe lui révèle l'Évangile de Jésus, et l’Éthiopien demande à être baptisé. Ils descendent dans un peu d'eau et Philippe le baptise. Après cela, Philippe est soudain emmené par l'Esprit-Saint, et l'eunuque « continua son chemin, le cœur rempli de joie » (verset 39).

## L'eunuque
Le terme eunuque est un terme biblique pour désigner un officier ou un personnage important qui est castré. L’appellation donnée à ce personnage lui confie donc une dignité importante. P. De Meester le considère comme une sorte de ministre des finances.

### Origines de l'Eunuque

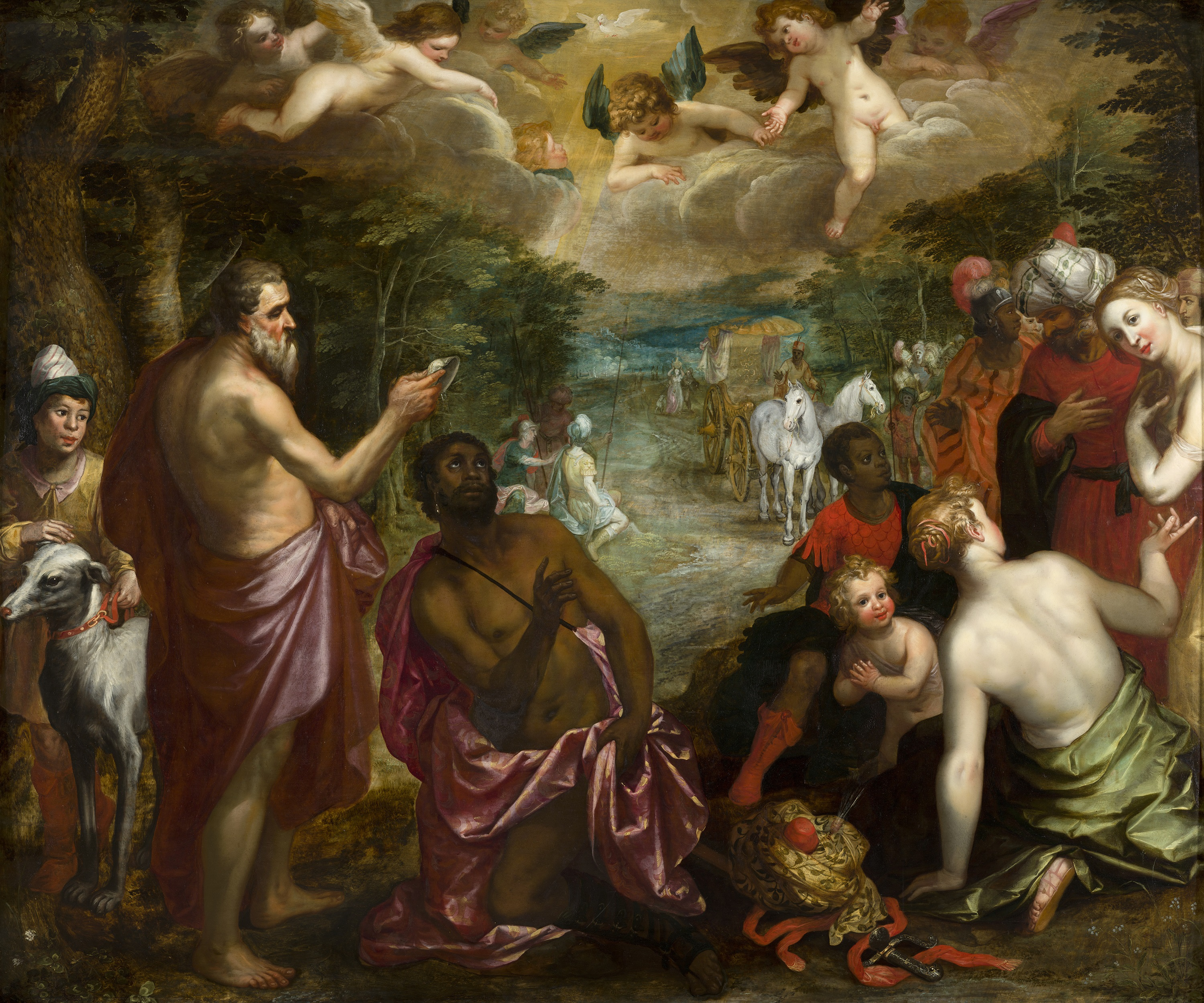
Le baptême de l'Eunuque (v. 1625–30, attribué à Hendrick van Balen et Jan Brueghel le Jeune).

« Candace » est le nom donné dans l'historiographie gréco-romaine à toutes les femmes souveraines ou épouses du royaume de Koush (situé au Soudan actuel). La capitale était Méroé, et le titre de Candace dérive d'un mot méroïtique, kdke, qui faisait référence à n'importe quelle femme royale. « Éthiopien » était un terme grec pour les peuples à la peau noire en général, souvent appliqué à Koush (qui était bien connu des Hébreux et souvent mentionné dans la Bible hébraïque). L'eunuque n'était pas originaire du pays connu aujourd'hui sous le nom d'Éthiopie, qui correspond à l'ancien royaume d'Axoum, qui a conquis Koush au IVe siècle. Le premier écrivain à l'appeler Éthiopie fut Philostorgius vers 440. David Tuesday Adamo suggère que le mot utilisé ici (Αίθίοψ, aithiops) est mieux traduit simplement par « Africain ».

### Religion de l'Eunuque
La religion d'origine de l'eunuque éthiopien est importante en raison des implications ultérieures de sa conversion au christianisme. Il existe de nombreuses théories concurrentes sur le statut religieux de l'eunuque avant sa conversion par rapport au judaïsme et au christianisme.

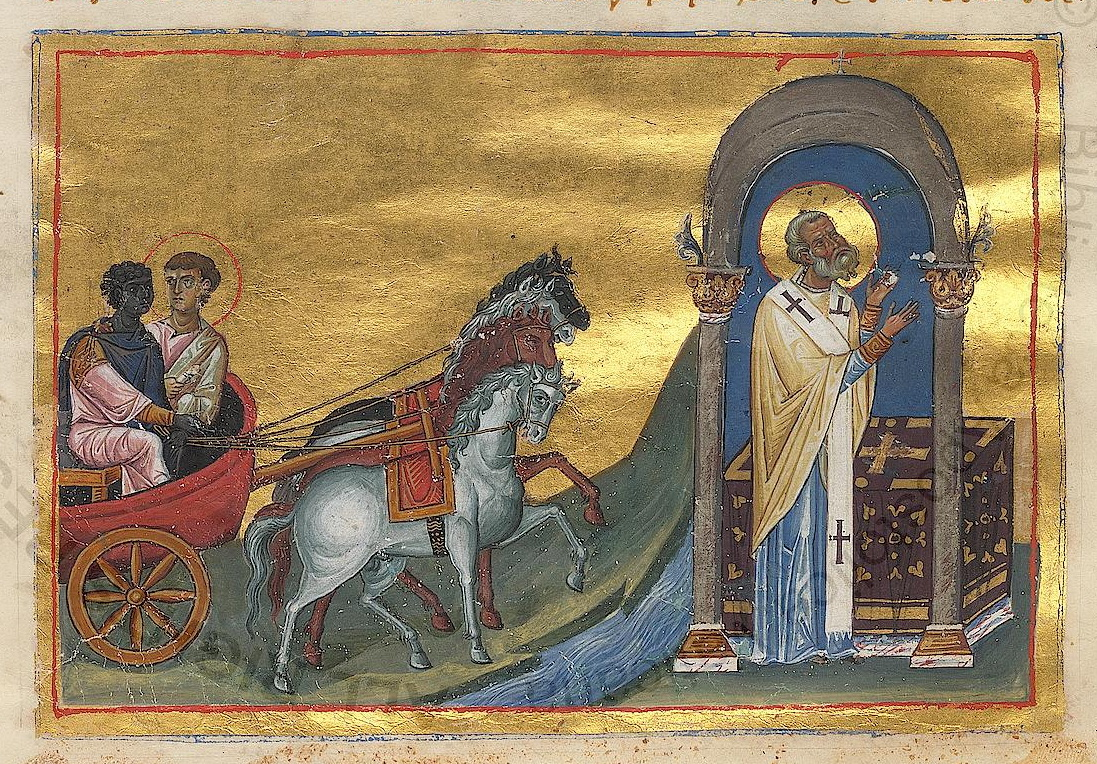
Illustration provenant du Ménologue de Basile II et montrant Philippe et l'Eunuque éthiopien.

La Recherche moderne tend à placer l'eunuque éthiopien dans une « position intermédiaire entre le Juif et le  Gentil ». Scott Shauf suggère que "le point principal de l'histoire est de porter l'évangile jusqu'au bout de la terre, pas d'établir une mission auprès des Gentils", et ainsi Luc "ne met pas le statut de Gentil de l'Éthiopien au premier plan". Cependant, « la suggestion que l'eunuque est, ou du moins pourrait être, un Gentil dans l'histoire, à la fois par sa description ethnique et peut-être physique » peut laisser plus de possibilités formative que s'il avait été explicitement catégorisé.

## Analyse du texte biblique
Les Actes sont une histoire hagiographique. S’il a fait l’objet d’une réécriture, la majorité des critiques reconnaissent qu’il repose sur des éléments historiques.

### Histoire du texte
Les Actes des Apôtres sont un livre biblique écrit à la fin du Ier siècle de notre ère. Deux formes anciennes parallèles sont connues: le texte alexandrin et le texte occidental. L'épisode du baptême de l'eunuque ne se trouve que dans le second.
Dans la Bible du roi Jacques et la Bible de Douai catholique, l’Éthiopien dit : « Je crois que Jésus-Christ est le Fils de Dieu » (verset 37), mais cela est omis dans la plupart des versions modernes. Hubbard suggère que la confession n'est « pas prise en charge dans les meilleurs manuscrits [à savoir le texte alexandrin) », bien que l'Ethiopien soit encore « l'un des convertis exceptionnels dans les Actes». Le verset 37 pourrait avoir été supprimé tardivement, celui-ci ne correspondant plus aux confession en vigueur.

### Rhétorique
Le texte de la rencontre entre Philippe et l'Eunuque est construit selon un principe concentrique, typique de la rhétorique sémitique. Voici la structure proposée par Meester : 

« 26-28 a. L'Ange du Seigneur envoie Philippe en mission dans le sud. Un Ethiopien revient de Jérusalem après avoir adoré Dieu.
29-30a b. L'Esprit relance Philippe qui rejoint et entend le Pèlerin lisant le prophète Isaïe.
30b-31 c. Philippe : « Comprends-tu ce que tu lis ? » — « Comment le comprendre si je n'ai pas de guide ? >
32-33 d. L'Ecriture révélatrice : la prophétie d'Isaïe.
34-35 c' L'Eunuque : < De qui le prophète parle-t-il ? » — Philippe < lui évangélise Jésus ».
36-38 b' L'Eunuque aperçoit de l'eau, demande le baptême. Philippe le baptise, est saisi par l'Esprit.
39-40 a' L'Eunuque ne voit personne, poursuit sa route, joyeux. Philippe parcourt les villes et évangélise. »

Cette structure met en valeur que l'élément pivot, permettant l'interprétation du passage, est la lecture de la prophétie d'Isaïe. Plusieurs oppositions apparaissent alors. Dans la première partie, l'Esprit et Philippe ont l'initiative tandis que la seconde donne cette fonction à l'eunuque. De même, ce récit passe d'une séparation entre les deux personnages et leur cheminement vers une unité.
En outre, dans la forme du baptême lui-même, celui-ci est décrit selon un déroulement liturgique. Ainsi, celui-ci-ci commence par une question stéréotypée, suivi d'une confession de Foi et du baptême.

### Intratextualité
C. K. Barrett oppose l'histoire de l'eunuque éthiopien à celle de Corneille le Centurion, un autre converti. Il note que tandis que l'Éthiopien continue son voyage de retour et sort du récit, Corneille et ses disciples forment une autre église en Judée. L'auteur pense que cela reflète un désir de se concentrer sur Pierre plutôt que sur Philippe. Robert O'Toole soutient que la façon dont Philippe est emmené est parallèle à la façon dont Jésus disparaît après avoir parlé aux disciples sur la route d'Emmaüs dans Luc 24.
Il existe des parallèles littéraires entre l'histoire de l'eunuque éthiopien dans les Actes et celle d'Ebed-Melech, un eunuque éthiopien dans le livre de Jérémie. Le texte de ce récit trouve ainsi un écho dans le Livre de Jérémie. Ainsi, l’Eunuque baptisé par Philippe est mis en parallèle de l’eunuque, sauveur de Jérémie, donnant à ce récit une dimension d’accomplissement eschatologique. Dans le texte lucanien, l’eunuque est associé à la figure du Serviteur Souffrant du livre d’Isaïe.

## Interprétations

### Dans la tradition chrétienne
En 180 apr. J.-C., le père de l'église Irénée de Lyon dans son livre Advers us haereses ("contre les hérésies") a écrit à propos de l'eunuque éthiopien : « Cet homme (Siméon Bachos l'eunuque) fut aussi envoyé dans les régions d'Éthiopie, pour prêcher ce qu'il croyait lui-même, qu'il y avait un Dieu annoncé par les prophètes, mais que le Fils de ce (Dieu) avait déjà fait (Son) apparition dans la chair humaine, et avait été conduit comme une brebis à la boucherie ; et toutes les autres déclarations que les prophètes ont faites à son sujet. » Dans la tradition orthodoxe éthiopienne Tewahedo, il était appelé Bachos et est connu comme un juif éthiopien du nom de Siméon, également appelé "le Noir", un nom utilisé dans Actes 13.1,
Plusieurs lieux ont été proposés pour ce baptême. L'un des sites traditionnels du baptême est la source d'Ein Hanya. Cet épisode ayant une grande importance pour les chrétiens byzantins, les pèlerins visitaient ces lieux.
Les Éthiopiens revendiquent cette filiation avec Israël tant par le récit de la reine de Saba que par celui du baptême de l'eunuque. Ainsi, "le Kebrä Nägäst atteste que les Éthiopiens sont des Israélites, le « peuple élu », qui ont accepté la Parole de l’Évangile". Pour ses membres, ce baptême est l'élément fondateur de L' Église d'Éthiopie. Ce récit est aussi important pour la société chrétienne d'Île Maurice. Dans les traditions coptes et byzantines, il est aussi l'évangélisateur de l'Arabie du Sud et du Sri Lanka, où il serait mort martyr.

### Exégèse récente
Certains érudits, tels que Frank M. Snowden, Jr., interprètent l'histoire comme soulignant que les premières communautés chrétiennes acceptaient les membres sans distinction de race : "Les Éthiopiens étaient l'étalon par lequel l'antiquité mesurait les peuples de couleur",. Ainsi, l'intégration des non-juifs a interrogé la première communauté chrétienne et cet épisode illustre sa volonté d'élargir le Salut. Ce passage du livre des Actes des Apôtres illustre une " progressive abolition des frontières". Ainsi, "l’entrée dans la communauté chrétienne n’est donc plus soumise aux mêmes lois que la conversion au judaïsme".
D'autres auteurs comme Clarice Martin, interprète davantage cet épisode comme un commentaire sur la religion plutôt que sur ses adhérents, montrant l'étendue géographique du christianisme naissant ; Gay L. Byron va plus loin en disant : « L'eunuque éthiopien a été utilisé par Luc pour indiquer que le salut pouvait s'étendre même aux Éthiopiens et aux Noirs.
Pour Ismard, « la totalité des exégètes modernes s’accorde à y voir l’archétype de l’étranger dont la conversion réalise le programme de l’Evangile : accueillir les exclus de l’alliance et les méprisés de la société ». Cet épisode permet de s’interroger sur la vision de l’évangélisation de l’Afrique par l’auteur. Dans ce récit, celle-ci est donc le fait d’un éthiopien. De fait, la Nubie a connu très tôt la présence de communautés chrétiennes,.

## Représentations artistiques
Le baptême de l’eunuque de la reine Candace est une thématique iconographique qui apparaît dans l’art occidental. L’eunuque fait partie des quelques figures noires de l’iconographie chrétienne. Cette iconographie est attestée dans des miniatures du Xe – XIe siècle. Cette thématique apparait dans l’art néerlandais en 1524 et s’inscrit dans le contexte de la Réforme. A cette époque, cette figure connait une large diffusion. Avant Rembrandt, le sujet avait déjà été à plusieurs reprises par Lastman. Ce sujet est, à l’époque, un prétexte pour une composition orientalisante (char couvert de tapis…). Dans un décor grotesque, Rembrandt donne une grande dignité à la figure de l’eunuque et de Philippe. Il serait anachronique d'étudier cette figure dans l'art flamand du XVIIe siècle selon un critère racialiste : " D'un point de vue religieux, les Européens avait une image positive de l'Éthiopie puisqu'elle était gouvernée par des rois chrétiens. Divers récits bibliques, comme celui de Philippe l'évangéliste baptisant l'Eunuque éthiopien (Actes 8:27), conduit à l'association théologique de la couleur éthiopienne avec l'ouverture au message chrétien".
En Espagne, le sujet du baptême de l'Eunuque illustre l'apparition du thème de l'émancipation des esclaves. Comme toute représentation artistique, le thème du baptême de l’Eunuque a pu acquérir des significations différentes en fonction du contexte de représentation : Universalité du message chrétien au XVIe siècle dans l’œuvre de Sustris, œuvre associée à l’opposition aux Turcs au XVIIe pour A. Bloemaert. D’autres comme celles d’Abel de Pujol en 1848 s’inscrivent dans le contexte de la fin et de l’opposition d’artistes à l’esclavage, tandis que d’autres exemples plus tardifs, comme Chassériau, s’inscrivent dans une mise en avant de valeurs occidentales.
Le monde protestant privilégie une vision intime et privée de la scène tandis que l’art catholique met plutôt en avant sa théâtralité et son aspect public. Certaines œuvres protestantes comme celle de Lastman mettent en avant, dans cette scène, la présence de la Bible.

Représentations du baptême de l'Eunuque
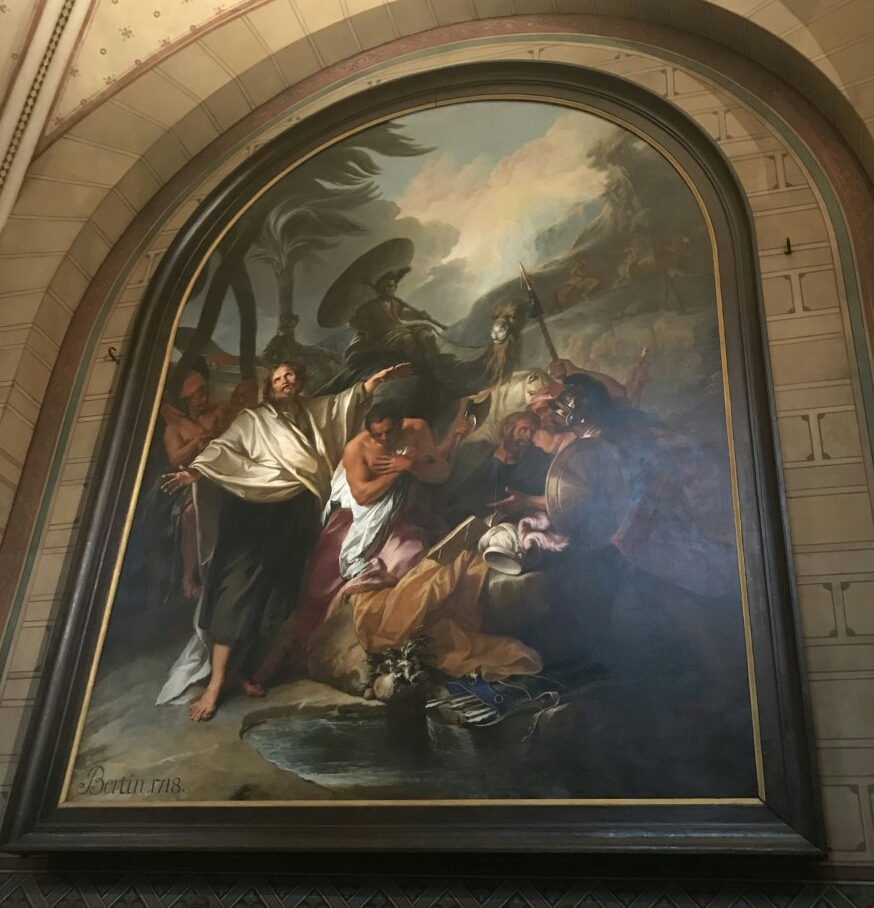
Nicolas Bertin,Le Baptême de l'eunuque de l'église Saint-Germain-des-Prés, XVIIe siècle.
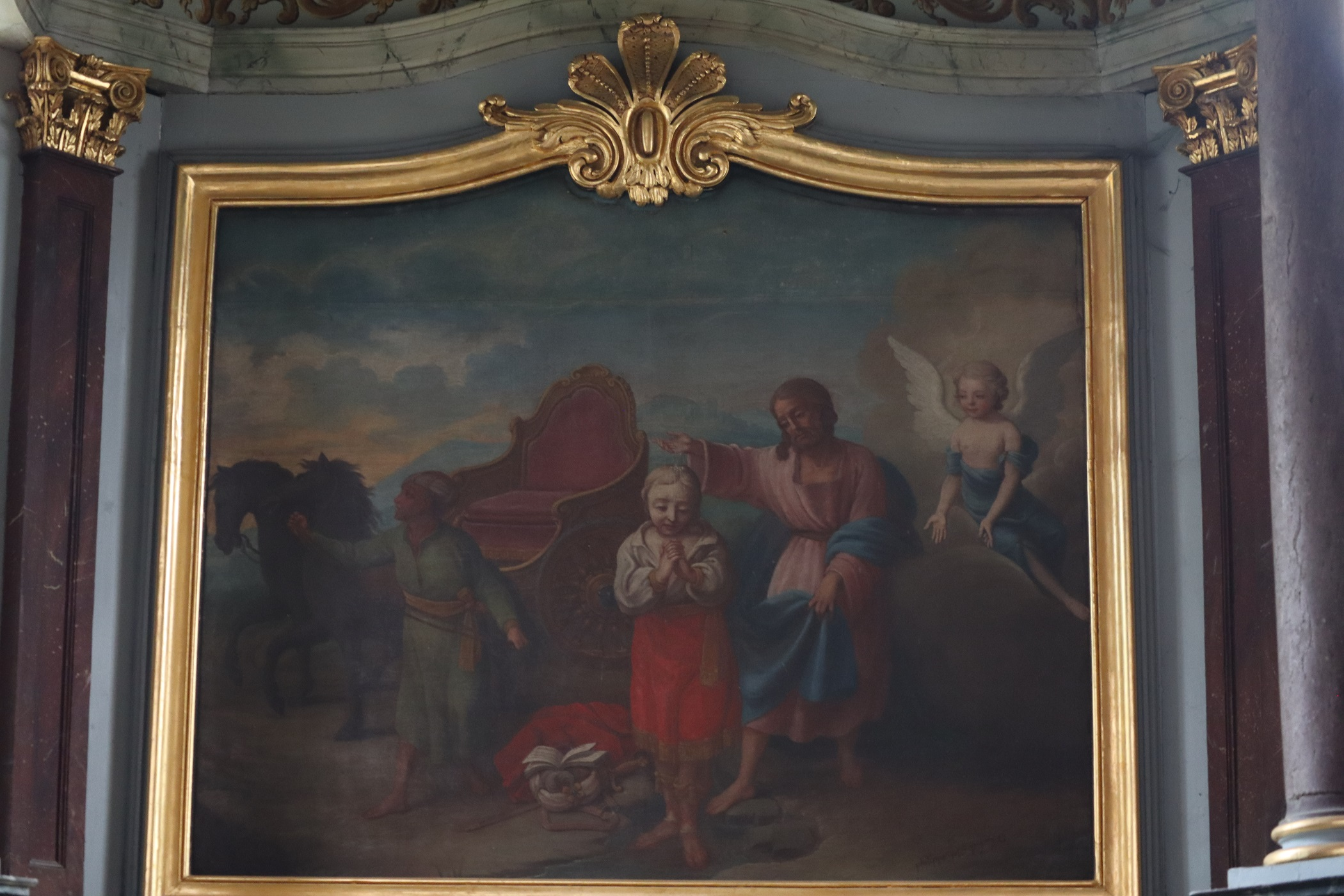
Philippe, baptême de l'eunuque de la reine Candace d'Éthiopie par le diacre Philippe, fonts baptismaux de l'église Saint-Sulpice de Fougères (35), 1770.
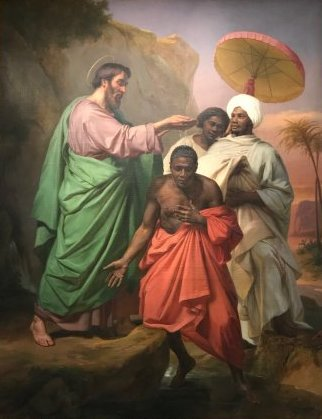
Abel de Pujol, Baptême de l'Eunuque, commande de Louis-Philippe, 1848
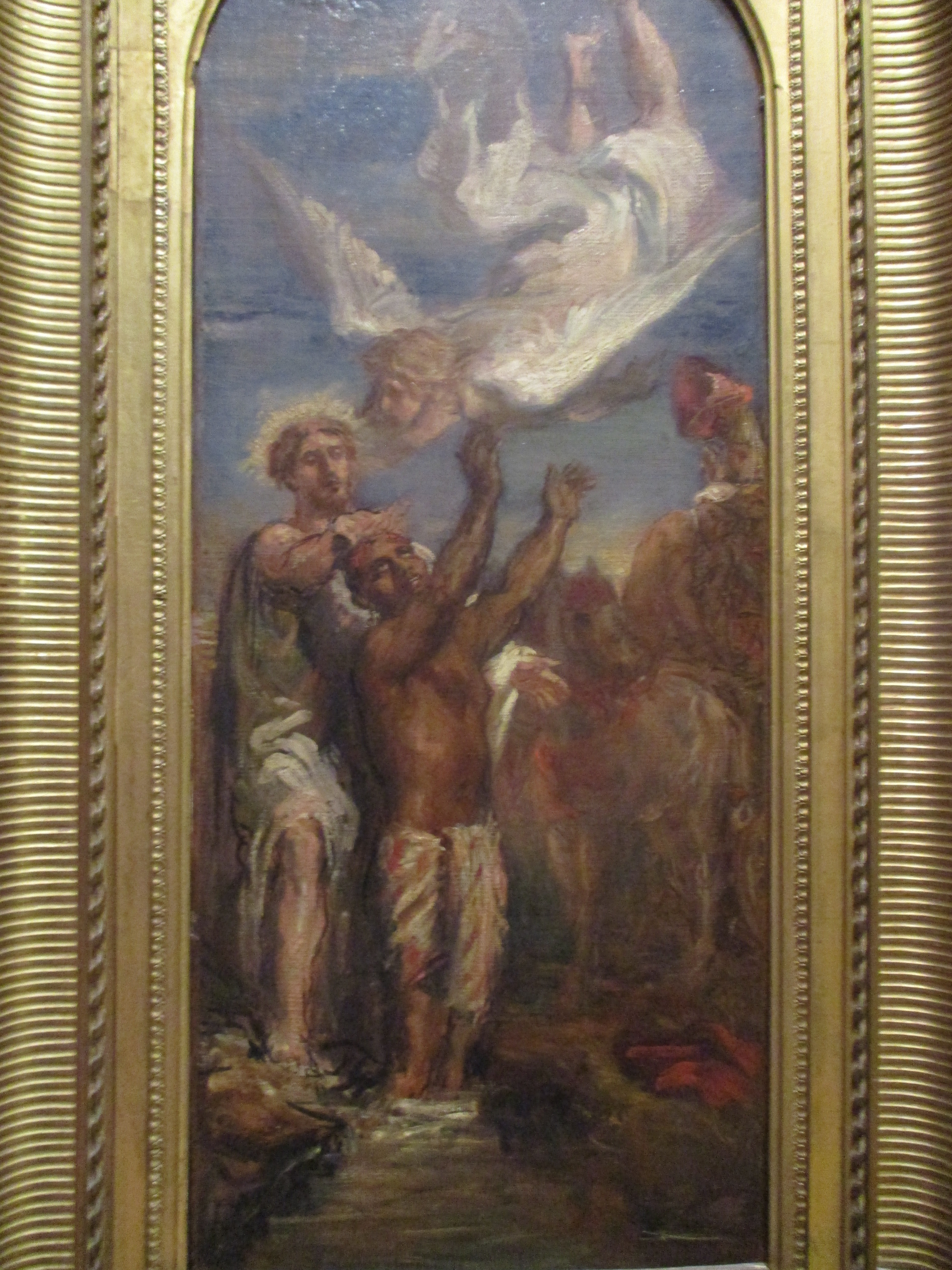
Théodore Chassériau, Saint Philippe baptisant l'eunuque de la reine d'Éthiopie (vers 1854), projet pour la chapelle des fonts baptismaux de l'église Saint-Roch de Paris.